# Yōhei Nishibe
Yōhei Nishibe (jap. 西部 洋平 Nishibe Yōhei; ur. 1 grudnia 1980) – japoński piłkarz występujący na pozycji bramkarza. Obecnie występuje w Shimizu S-Pulse.

## Kariera klubowa
Od 1999 roku występował w klubach Urawa Red Diamonds, Kashima Antlers, Shimizu S-Pulse, Shonan Bellmare i Kawasaki Frontale.